# Râul Bătrâna, Dobra
Râul Bătrâna este un curs de apă, al treilea afluent de stânga (din cei patru ai săi) al râului Dobra, afluent la rândul său al râului Mureș. 

## Generalități
Râul Bătrâna (Dobra) nu are afluenți semnificativi, dar trece prin apropierea localității omonime, Bătrâna

## Hărți
- Harta județului Hunedoara
- Harta munții Poiana Ruscă  Arhivat în 12 martie 2010, la Wayback Machine.